# Sistema Universitario de Galicia
El Sistema Universitario de Galicia, conocido por las siglas SUG, es el máximo organismo público encargado de desarrollar la educación superior en Galicia, a través de la docencia, el estudio, la investigación y la creación de conocimiento. Este organismo engloba y coordina las universidades de Vigo, Santiago de Compostela y La Coruña. El SUG fue creado en 1989 tras la aprobación de la ley de ordenación del sistema universitario gallego y depende de la Consejería de Educación y Ordenación Universitaria.

## Historia
La necesidad de crear un organismo que regulara la organización territorial, funcional y económica de la educación superior en Galicia llevó a la aprobación en 1989 del Sistema Universitario Gallego. Esto supuso la descentralización del sistema universitario gallego, ya que hasta ese momento la Universidad de Santiago de Compostela era la única universidad gallega desde su fundación en 1495. En la actualidad, la aprobación del SUG supuso la creación en 1990 de las otras dos universidades gallegas, la Universidad de Vigo y la Universidad de La Coruña, que hasta entonces eran únicamente campus o escuelas universitarias.
A partir de la separación de la USC se inició el ordenamiento de los campus que formarían las tres universidades; los campus de Orense (antiguo Colegio Universitario de Orense) y Pontevedra quedaron adscritos a la Universidad de Vigo, y el campus de Ferrol a la Universidad de La Coruña. El campus de Lugo continuó adscrito a la USC.

## Titulaciones
El SUG es el órgano encargado de decidir las titulaciones que se imparten en las universidades gallegas, así como los criterios para su implantación. Actualmente existen tres tipos de titulaciones, según el Espacio Europeo de Educación Superior: grado, máster (posgrado de segundo ciclo) y doctorado (posgrado de tercer ciclo).

### Titulaciones de grado
| Calificación                                    | USC | UdC | UVigo |
| ----------------------------------------------- | --- | --- | ----- |
| Administración y Dirección de Empresas          |     |     |       |
| Arquitectura                                    |     |     |       |
| Arquitectura naval                              |     |     |       |
| Bellas Artes                                    |     |     |       |
| Biología                                        |     |     |       |
| Ciencia y Tecnología de los Alimentos           |     |     |       |
| Ciencias Políticas y de la Administración       |     |     |       |
| Ciencias Ambientales                            |     |     |       |
| Ciencias de la Actividad Física y del Deporte   |     |     |       |
| Ciencias Culturales y Difusión Cultural         |     |     |       |
| Ciencias Marinas                                |     |     |       |
| Ciencias empresariales                          |     |     |       |
| Comercio y Logística *                          |     |     |       |
| Comercio                                        |     |     |       |
| Comunicación audiovisual                        |     |     |       |
| Consultoría y Gestión de la Información         |     |     |       |
| Derecho                                         |     |     |       |
| Dirección y Gestión Pública                     |     |     |       |
| Economía                                        |     |     |       |
| Educación de la primera infancia                |     |     |       |
| Educación primaria                              |     |     |       |
| Educación Social                                |     |     |       |
| Enfermería                                      |     |     |       |
| Ingeniería Agrcola                              |     |     |       |
| Ingeniería Agrícola y Rural                     |     |     |       |
| Ingeniería Civil**                              |     |     |       |
| Ingeniería de Edificación                       |     |     |       |
| Ingeniería Energética                           |     |     |       |
| Ingeniería de Industrias Agroalimentarias       |     |     |       |
| Ingeniería de Obras Públicas                    |     |     |       |
| Ingeniería de Tecnologías de Telecomunicaciones |     |     |       |
| Ingeniería de Recursos Mineros y Energéticos    |     |     |       |
| Ingeniería de Tecnologías Industriales          |     |     |       |
| Ingeniería Eléctrica                            |     |     |       |
| Ingeniería Electrónica Industrial y Automática  |     |     |       |
| Medicina                                        |     |     |       |